# Trawlery typu B 22
Trawlery typu B 22 – polskie motorowe (napęd spalinowy bezpośredni ze śrubą nastawną) trawlery-przetwórnie wyprodukowane w latach 1967–1969 przez Stocznię im. Lenina (Gdańsk) w liczbie 5 sztuk dla Przedsiębiorstwa Połowów Dalekomorskich Dalmor z Gdyni.
Tonaż jednostek wynosił 2645–2693 RT brutto, długość 83,70–83,71 m, moc maszyn 2500 KM, a rozwijana prędkość dochodziła do 13 węzłów. Łowiły głównie na północno-zachodnim Atlantyku. 
Kolejno oddawano do użytku następujące jednostki: Carina, Libra (1967), Lacerta, Lyra (1968), Lepus (1969).